# Nicola Zaccaria
Nicola Zaccaria (grec: Νίκος Ζαχαρίου)  (El Pireu, 9 de març de 1923 - Atenes, 24 de juliol de 2007) fou un baix grec.
Nascut a Pireu, Zaccaria va estudiar al Conservatori d'Atenes, on va debutar el 1949, amb 26 anys. Va cantar a La Scala el 1953 i, després, es va assegurar la seva condició de protagonista del repertori de baix. Va ser el baix principal de La Scala durant gairebé 15 anys. Va cantar amb alguns dels cantants més famosos de la seva generació, com Maria Callas, Leontyne Price, Franco Corelli, i Marilyn Horne, que va ser la companya de Zaccaria en la vida posterior. Tot i la intimidació de la competència, va desenvolupar una impressionant carrera internacional i va enregistrar més de 30 òperes per a importants empreses de gravació. Amb Callas va gravar nou òperes completes:
- Aïda (1955, com Il re d'Egitto)
- Rigoletto (1955, com a Sparafucile)
- Il trovatore (1956, com Ferrando)
- La Bohème (1956, com a Colline)
- Un ballo in maschera (1956, com Tom)
- Il barbiere di Siviglia (1957, com a Don Basilio)
- La sonnambula (1957, com Il conte Rodolfo)
- Turandot (1957, com a Timur)
- Norma (1960, com a Oroveso)

Segons John Ardoin al seu llibre The Callas Legacy, Zaccaria també va gravar sota el pseudònim Giulio Mauri en els enregistraments complets de Il trovatore i Turandot en què va aparèixer amb la soprano.
Nicola Zaccaria va morir a Atenes el 24 de juliol del 2007 per malaltia d'Alzheimer als 84 anys.